# Dietrich Garski
Dietrich Garski (* 4. Juni 1931 in Potsdam; † 5. Mai 2024) war ein deutscher Architekt, Bauunternehmer und Immobilienkaufmann, der in den 1980er Jahren in eine Immobilienaffäre verwickelt war, über die 1981 der damalige Berliner Senat stürzte (Garski-Affäre).

## Unternehmerkarriere
Garskis Unternehmen, die Berliner Bautechnik AG mit 200 Mitarbeitern, erhielt Ende der 1970er Jahre Bürgschaften des Landes Berlin von fast 100 Millionen DM für Kredite der landeseigenen Berliner Bank (über rund 120 Millionen Mark), mit denen Immobilienprojekte (Militärakademien) in Saudi-Arabien finanziert wurden. Als die Saudis nach Bauverzögerungen nicht zahlten, ging das Unternehmen in die Insolvenz und die Bürgschaften wurden fällig, was zur sogenannten Garski-Affäre und zum Sturz des Berliner Senats unter Dietrich Stobbe führte. Garski tauchte Ende 1980 unter und wurde am 1. April 1983 auf der Karibik-Insel St. Martin verhaftet. Am 22. April 1983 kehrte er freiwillig nach Deutschland zurück. Ende Juli 1983 kam er gegen Kaution auf freien Fuß, aber wegen Fluchtgefahr verhaftete man ihn am 12. Dezember 1984 erneut. Er legte ein umfassendes Geständnis ab und wurde im Oktober 1985 vom Landgericht Berlin wegen Untreue und Kreditbetrugs zu drei Jahren und elf Monaten Haft verurteilt, wurde aber bereits nach einem Jahr Freigänger und im März 1987 aus der Justizvollzugsanstalt Moabit entlassen.

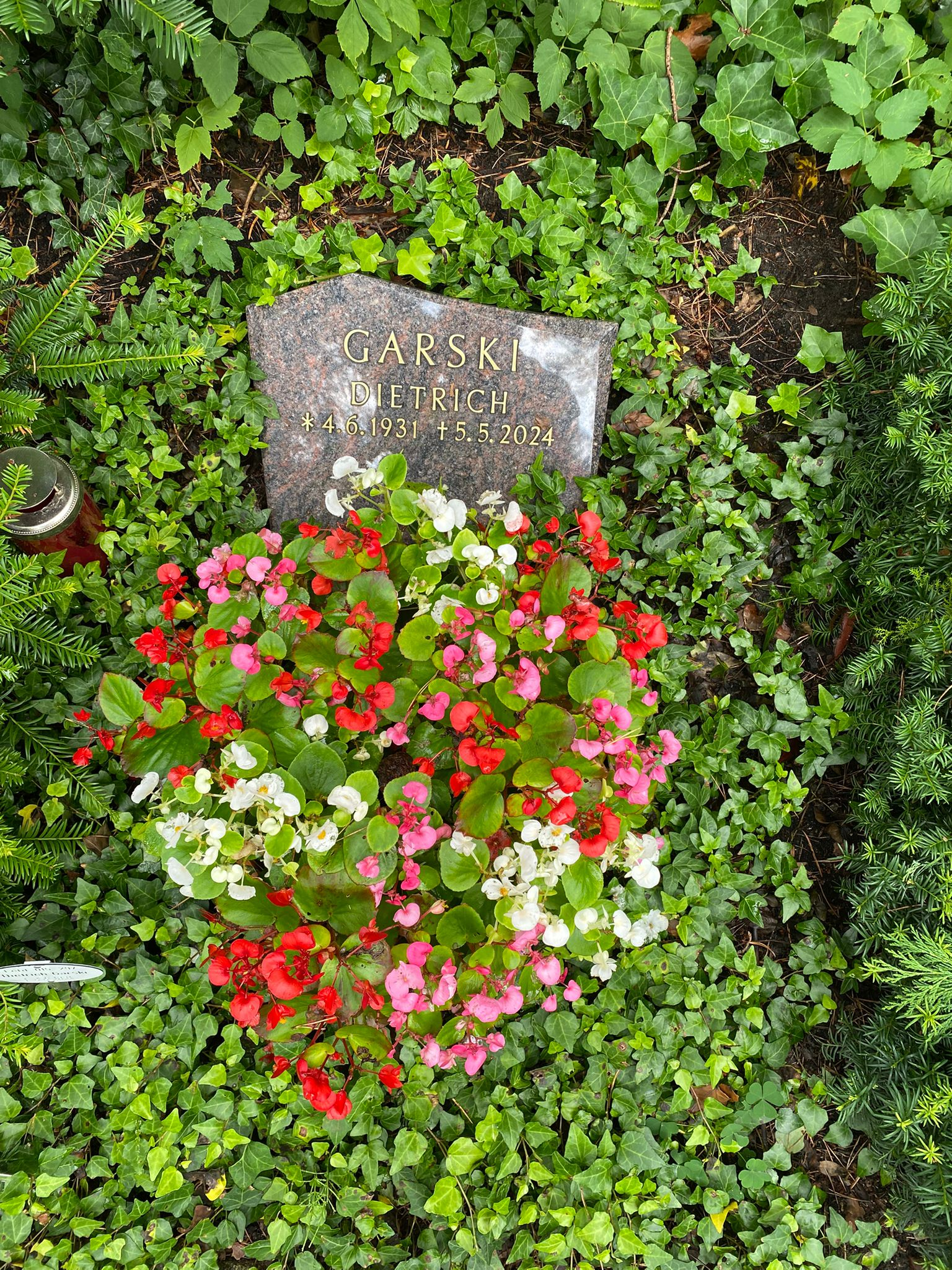
Grabstätte auf dem Waldfriedhof Dahlem

Mitte der 1990er Jahre war Garski wieder als Immobilienunternehmer aktiv, insbesondere in seiner Heimatstadt Potsdam; zum Beispiel mit einer Seniorenresidenz an der Stelle der zerstörten Heilig-Geist-Kirche, deren Form einschließlich Turm der Neubau nachbildet. Er sanierte Häuser im Holländischen Viertel und baute das Hotel Voltaire in der Innenstadt. Offiziell fungierte er dabei nur als Berater von Unternehmen im Besitz seiner dritten Ehefrau Claudia Garski. Ende der 1990er Jahre hatte er als eine Art inoffizieller Moderator von Investoreninteressen großen Einfluss auf die Potsdamer Stadtentwicklung. In Brandenburg an der Havel war Garski in den 1990er Jahren über Unternehmen seiner Frau in der Altstadtsanierung aktiv, zog sich aus Projekten in der Stadt aber später zurück.
Einen Monat vor Vollendung seines 93. Lebensjahrs starb Garski im Mai 2024. Seine Grabstätte befindet sich auf dem Waldfriedhof Dahlem (Feld 015-297).

## Projekte als Architekt
- 1958 und 1966: Fabrikgebäude der Zigarettenfabrik Paicos in Berlin-Moabit, Klarenbachstraße / Wiebestraße[3]
- 1964–1965: Bürogebäude in Berlin-Charlottenburg, Kurfürstendamm 138[3]
- 1965–1966: Wohnbebauung in Berlin-Steglitz, Crailsheimer Straße / Lörracher Straße[3]
- 1965–1966: Wohn- und Geschäftshaus in Berlin-Charlottenburg, Bismarckstraße 74/75[3]
- 1965–1968: Geschäftshaus in Berlin-Schöneberg, Kleiststraße 9–12[3]
- 1965–1968: Wohnbebauung in Berlin-Steglitz, Ostpreußendamm 158[3]
- 1966: Büro- und Wohnhaus in Berlin-Grunewald, Menzelstraße 17 / Tauberstraße 7–9 (mit Jörn-Peter Schmidt-Thomsen)[3]
- 1967: Wohnanlage in Berlin-Westend, Länderallee / Bayernallee / Reichsstraße (mit Wolfgang Dorn)[4]
- 1967–1969: Einkaufszentrum in Berlin-Spandau Brunsbüttler Damm 261–263 / Magistratenweg 113–117 (mit Ludwig Thürmer)[5]
- 1968–1969: Wohnbebauung in Berlin-Tiergarten, Kurfürstenstraße 123–128[6]
- 1968–1983: Um- und Erweiterungsbauten des Jüdischen Krankenhauses in Berlin-Gesundbrunnen, Heinz-Galinski-Straße (mit Günter Saleh Dybe und Otto Herrenkind)[7]
- 1969–1973: Aschinger-Haus in Berlin-Charlottenburg, Joachimsthaler Straße (2015 abgerissen)[8]
- 1973–1974: Mercator-Druckerei in Berlin-Tiergarten, Potsdamer Straße 85 (mit Günter Saleh Dybe und Otto Herrenkind)[9]
- 1975–1978: Institut für Organische und Physikalische Chemie der Freien Universität Berlin (mit Günter Saleh Dybe und Otto Herrenkind)[10]
- 1992: Hofgarten-Karree (Penz-Garski-Karree) in Potsdam
- 1992–2005: Sanierung des Werner-Alfred-Bads in Potsdam, Hegelallee 23
- 1996: Umbau und Erweiterung des 1826 erbauten Palais Brühl als Hotel Voltaire (heute NH-Hotel) in Potsdam, Friedrich-Ebert-Straße 88
- 1996–1997: Residenz Heilig-Geist-Park in Potsdam, Burgstraße 31 (Planung von Augusto Romano Burelli)
- Sanierung mehrerer Häuser im Holländischen Viertel in Potsdam